# Mayauel Corona
La Mayauel Corona è una struttura geologica della superficie di Venere.